# Chromonephthea grasshoffi
Chromonephthea grasshoffi är en korallart som beskrevs av van Ofwegen 2005. Chromonephthea grasshoffi ingår i släktet Chromonephthea och familjen Nephtheidae. Inga underarter finns listade i Catalogue of Life.